# غودفري سميث
غودفري سميث (بالإنجليزية: Godfrey Smith) هو سياسي بليزي، ولد في 1968 في مدينة بليز في بليز. حزبياً، نشط في حزب الشعب المتحد ‏. وقد انتخب عضو مجلس نواب بليز.